# Torre degli Alberti
La torre degli Alberti, situata in via de' Benci 10 all'angolo con borgo Santa Croce, è un'antica torre del centro storico di Firenze.

## Storia
La torre era la base principale della famiglia degli Alberti di Catenaia una delle più potenti e numerose famiglie della Firenze medievale. La torre si erge in prossimità della linea dove correvano le mura cittadine del secondo cerchio (1172-1175), dotate di fossato (come ricorda il nome dell'antistante chiesa di San Jacopo tra i Fossi) che creava una specie di isola, detta "isola di Santa Croce".
In questa zona della città caratterizzata dalla presenza di molte proprietà della famiglia Alberti, alla quale è riconducibile anche la costruzione di questa fabbrica, voluta negli ultimi anni del XIII secolo da Alberto, Lapo e Neri degli Alberti del Giudice da Catenaia. Un primo intervento di rinnovo è ricordato nel 1356. La loggetta viene fatta risalire agli inizi del Quattrocento.

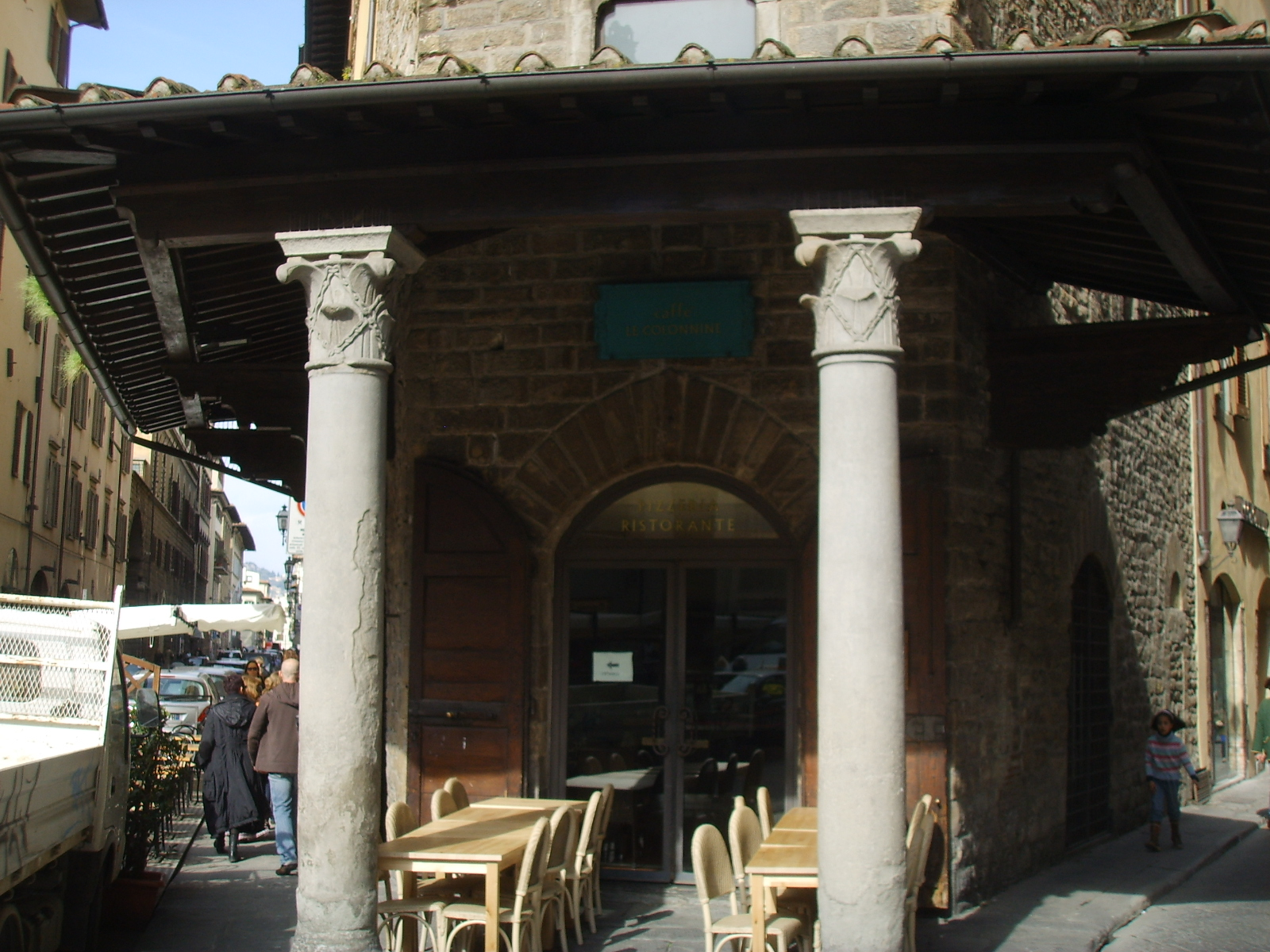
Le colonnine con lo stemma Alberti

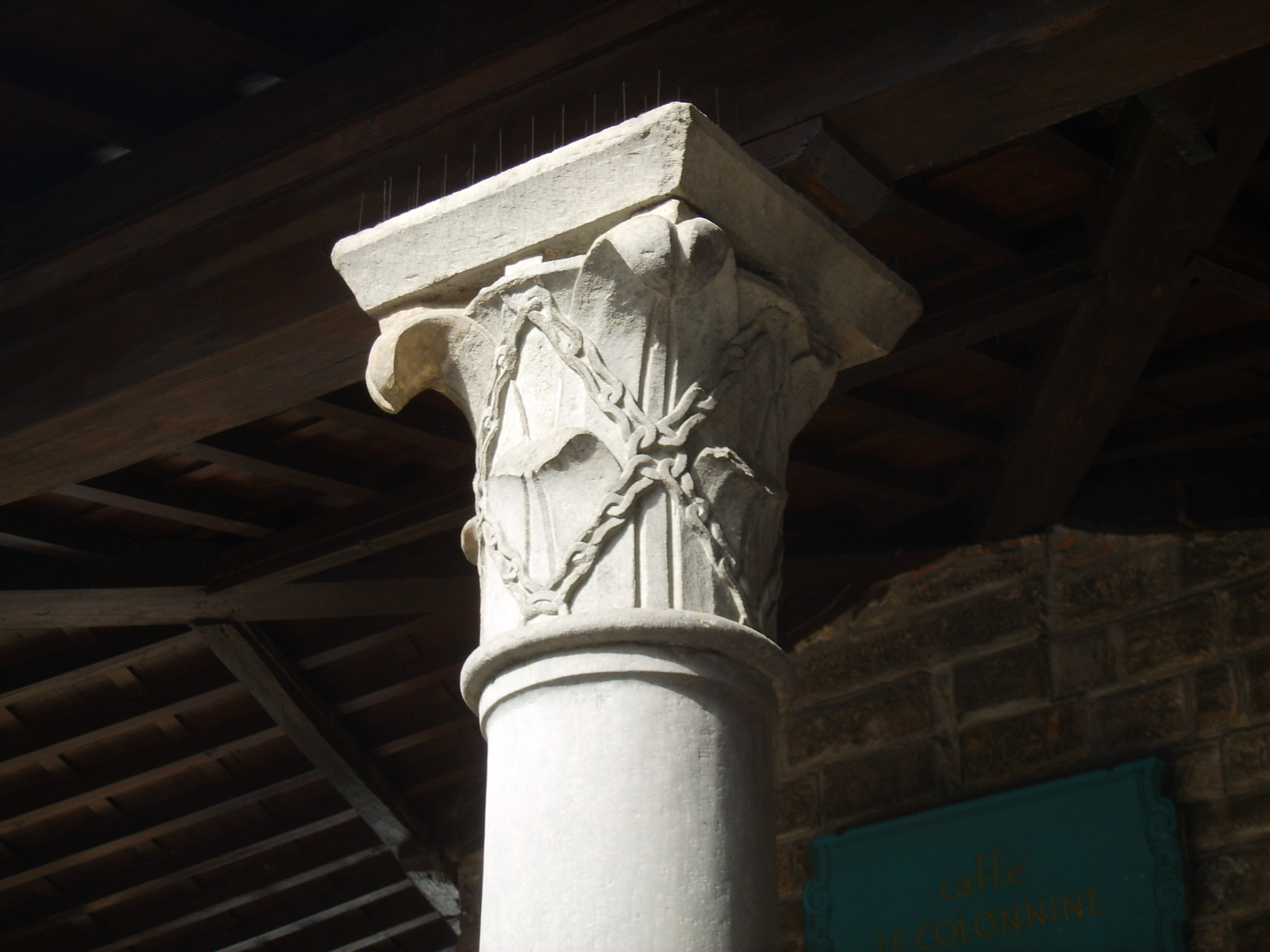
Capitello con lo stemma Alberti

Era ancora degli Alberti nel 1759, quando una lettera di Giovan Battista Dei la cita come in pessime condizioni appigionata a un maniscalco. Il ramo fiorentino della famiglia si estinse nel 1836, dopodiché la torre passò, come molte altre proprietà del casato, ai Mori Ubaldini Alberti, che sicuramente ne erano proprietari nel 1843.
L'esposizione alle intemperie delle "antiche gloriose strutture" intensificò purtroppo l'azione disgregatrice degli agenti atmosferici. Fu restaurata nel 1938 in occasione della visita di Hitler a Firenze. Indipendentemente da tale evento, la struttura ha comunque subito nel tempo innumerevoli e importanti interventi conservativi, l'ultimo dei quali ha coinvolto la fabbrica per quasi tutta la seconda metà del Novecento. Nel 1953 si rilevarono infatti importanti lesioni alla torre, con una preoccupante situazione statica poi aggravata dai danni prodotti dall'alluvione del 4 novembre 1966. Negli anni settanta il Comune di Firenze emanò quindi una serie di ordinanze (1971-1974) che invitavano la proprietà a intervenire: a parte un modesto cantiere volto al ripristino della loggia nel 1979, solo nel 1983 si presentò un progetto complessivo di restauro, per le cure dell'ingegner Andrea Chiarugi e dell'architetto Giuseppe Scacciati, in parte sollecitato dalla stampa cittadina e dalle raccolte di firme volte alla salvaguardia di un edificio che, transennato, sembrava minacciare imminente rovina. Una serie di opere provvisionali per la messa in sicurezza della fabbrica vennero eseguite tra il 1983 e il 1989, poi interrotte, anche per incomprensioni tra la direzione del cantiere e la proprietà. Un nuovo progetto fu presentato nel 1990 e i lavori ripresi l'anno successivo, con la direzione dei lavori dell'architetto Giuseppe Scacciati e con la collaborazione dell'ingegnere Enrico Baroni. Nel 1994 il cantiere iniziò ad interessare anche l'edificio confinante (della stessa proprietà, con affaccio sia su via de' Benci sia su borgo Santa Croce) fino a concludersi, per quanto relativo agli esterni, attorno al 1995. Gli interventi agli ambienti interni sono proseguiti fino all'anno 2000.
Un rilievo dello stato attuale delle piante dei vari livelli e del prospetto della torre su via de' Benci (comprensivo dell'edificio tre quattrocentesco adiacente) è stato pubblicato da Gian Luigi Maffei.
La torre, con la sua loggia e il palazzo limitrofo, appare nell'elenco redatto nel 1901 dalla Direzione generale delle antichità e belle arti, quale edificio monumentale da considerare patrimonio artistico nazionale, ed è sottoposta a vincolo architettonico dal 1914.

## Descrizione
La torre a pianta trapezoidale, evidentemente scapitozzata, molto insolita nel panorama dell'architettura medioevale fiorentina. Presenta sulle facciate laterali e su quella principale in angolo delle piccole finestre, anche se è possibile ancora vedere le sagome tamponate di più antiche monofore. Oltre che sul fronte dove campeggia l'arme della famiglia (d'azzurro, a quattro catene d'argento moventi dai quattro angoli dello scudo e riunite in cuore per un anello dello stesso), le catene araldiche ricorrono sui capitelli della piccola e elegante loggia che segna il bivio stradale, oggi ingresso a un bar.
L'antica porta di accesso alla torre la si vede, murata, sul fianco che prospetta borgo Santa Croce. Il terrazzino più in alto è un'aggiunta ottocentesca, che stempera il severo carattere difensivo della torre. Oltre esso si apre una sala riccamente decorata sempre nel corso di quel secolo quando, come documentano le fotografie pubblicate da Marco Dezzi Bardeschi e da Mario Tasso, la torre si presentava ancora intonacata. L'attuale immagine della torre, con l'apparecchio murario a vista, è da far risalire all'intervento di demolizione dell'intonaco attuato su questo come su molti altri edifici medioevali della zona in occasione dei ripristini del 1938.
A lungo l'ambiente al piano terreno è stato occupato dal Caffè delle Colonnine, uno dei più antichi di Firenze, e oggi ospita un altro locale pubblico.

## Bibliografia

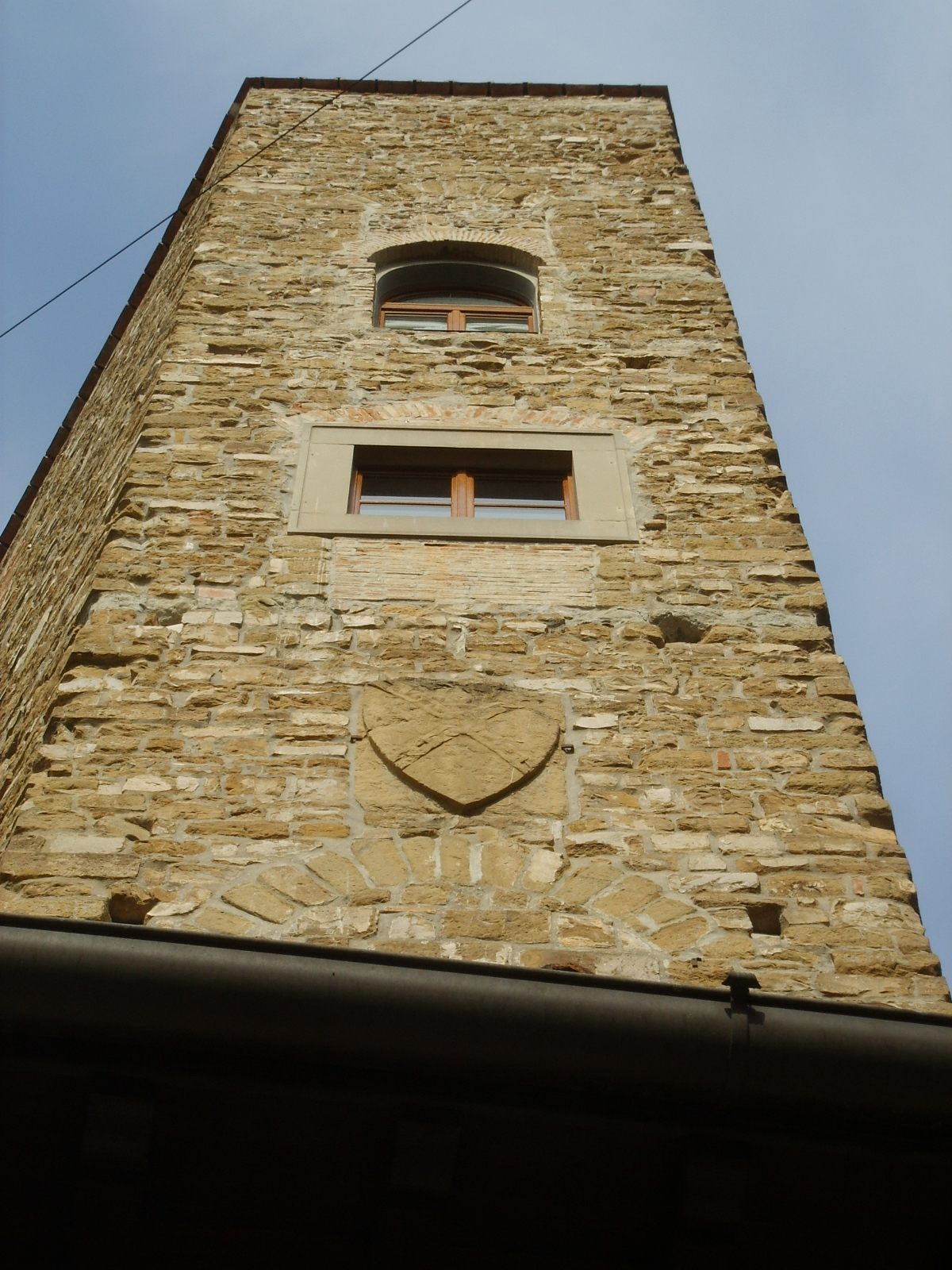
Lo stemma